# Henry Burney
Henry Burney (* 27. Februar 1792 in Kalkutta; † 4. März 1845 auf See) war ein britischer Handlungsreisender, sowie Diplomat und Offizier im Auftrag der Britischen Ostindienkompanie. Er war ein Neffe der englischen Schriftstellerin Fanny Burney (1752–1840).
Burney trat 1807 in die Britische Ostindienkompanie ein und nahm am 1. Anglo-Birmanischen Krieg teil. 1818 wurde er zum Lieutenant und Adjutanten des 20. Bengalischen Regiments ernannt. Später wirkte er als Agent der Britischen Ostindienkompanie. Er wurde 1825 zum Botschafter in Siam ernannt, wo er 1826 ankam. Er führte die Verhandlungen zum Grenzverlauf zwischen Siam und dem von den Briten besetzten Birma, die im beiderseitigen Einvernehmen abgeschlossen wurden. Nur der exakte Verlauf der Grenze am Drei-Pagoden-Pass (Provinz Kanchanaburi) war und blieb lange Zeit umstritten.
1826 schloss Burney einen Handelsvertrag (heute Burney-Vertrag genannt) mit König Rama III., der sich positiv auf die Entwicklung der regionalen Kaufleute und auf den Handel zwischen Siam und Europa auswirkte.
Burney wurde 1829 Gesandter am Hof von Ava in Birma. Hier kundschaftete er für die englische Regierung Birma und Siam aus. 1834 wurde Burney Lieutenant-Colonel im Heer der Präsidentschaft Bengalen (Bengal Army).
Er war seit 1818 mit Janet Bannerman (1799–1865) verheiratet, mit der er 13 Kinder hatte. Sein Onkel, John Alexander Bannerman, war Gouverneur von Penang.
Henry Burney starb am 4. März 1845 auf See. Er wurde im Mission Burial Ground, Park Street, in Kalkutta begraben.